# Hans Heller (Komponist)
Hans Hermann Heller (geboren am 15. Oktober 1898 in Greiz; gestorben am 9. Dezember 1969) war ein deutscher Komponist.

## Leben
Heller war der Sohn des liberal gesinnten jüdischen Ehepaares Paul und Edwig Heller. Schon im Kindesalter zeigte er großes Talent als Pianist. Während des Ersten Weltkrieges, an dem Heller von 1916 bis 1918 teilnahm, wurde er mit dem Eisernen Kreuz ausgezeichnet, musste jedoch infolge einer Armverwundung die Musikerlaufbahn aufgeben. Daraufhin besuchte er das Leipziger Konservatorium und lernte dort die nichtjüdische Ingrid Eichwede (* 1905) kennen. Beide heirateten 1927, zwei Jahre später kam der gemeinsame Sohn Peter zur Welt. Ab 1925 war Heller Privatstudent bei Franz Schreker, 1931 kam im Berliner Rundfunk erstmals eines seiner Werke zur Aufführung. 1933 musste die Familie vor den Nazis nach Frankreich fliehen, Heller wurde aber nach Ausbruch des Zweiten Weltkrieges verhaftet und musste Zwangsarbeit für die Organisation Todt leisten. Der Deportation nach Auschwitz entkam er durch Flucht und wurde von der Résistance versteckt. 1946 emigrierten die Hellers in die USA, er konnte sich dort als Komponist aber nie durchsetzen. 1955 kehrten sie nach Deutschland zurück. Hans Heller starb 1969, sein Werk geriet bald darauf in Vergessenheit. Peter Heller übergab die Manuskripte seines Vaters dem Musikarchiv der Akademie der Künste.

## Kompositionen und Würdigung
Hellers erste Stücke waren tonal geprägt, später nutzte er auch die Zwölftontechnik und eine freie Atonalität. Als wichtige Werke entstanden in den Jahren 1926 und 1927 eine dreisätzige Sonate und zwei Scherzi, 1951 eine kleine Suite und 1959 ein Divertimento. Im Nachkriegsdeutschland kam außerdem ein in den USA geschriebenes Oratorium über die alttestamentarischen Texte von Jesaja und Jeremias zur Aufführung. Nach der Emigration schrieb Heller auch sein Requiem für den unbekannten Verfolgten, das, ebenso wie ein Orgelsolo, erstmals im Rahmen der Achava Festspiele Thüringen am 23. September 2021 im Erfurter Dom gespielt wurde. Das MDR-Sinfonieorchester und der MDR-Rundfunkchor zeichneten dabei verantwortlich. Bei dieser Veranstaltung feierte auch Silvius von Kessels Heller-Suite Premiere.
Die Erforschung seiner Biografie und Musik geht maßgeblich auf Jascha Nemtsov zurück, der Hellers Manuskripte erstmals 2018 sichtete. Er sieht den geringen Bekanntheitsgrad des Komponisten u. a. in dessen Bescheidenheit, seinen für die Nachkriegszeit anachronistisch wirkenden Stücken und der Tatsache, dass seine Werke nie gedruckt wurden, begründet.